# 陽炎 (気象現象)

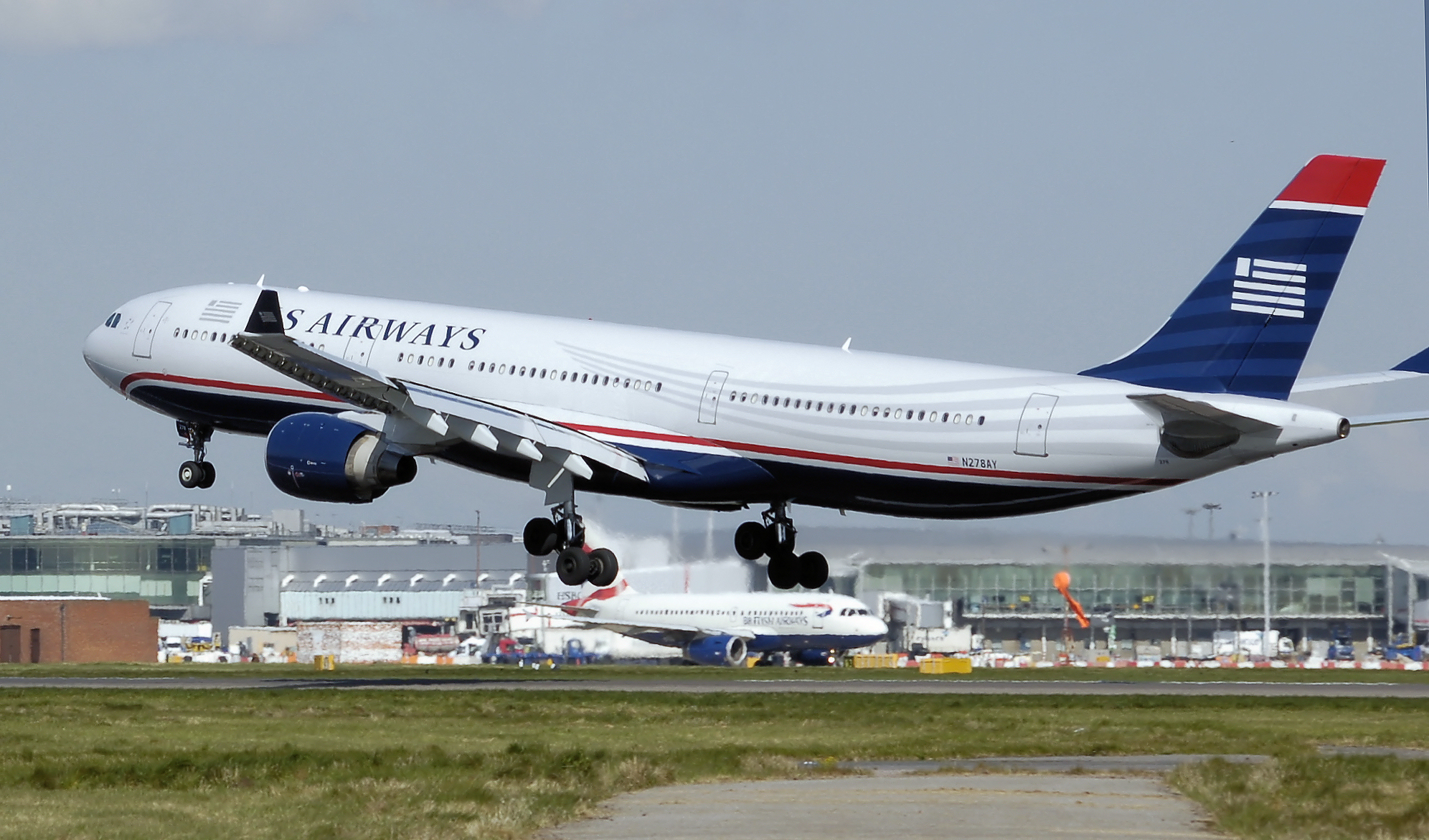
飛行機の排熱と日射でできた陽炎

陽炎（かげろう、英語：heat shimmer、heat haze）とは、局所的に密度の異なる大気が混ざり合うことで光が屈折し、起こる現象。よく晴れて日射が強く、かつ風があまり強くない日に、道路のアスファルト上、自動車の屋根部分の上などに立ち昇る、もやもやとしたゆらめきのこと。
蜃気楼の意味でこの言葉を使うこともある。厳密には、陽炎は上昇気流により密度の異なる大気がばらばらに混合して起こる小規模なもので、蜃気楼は層状に密度の異なる大気が分布した状態で起こる大規模なものである。

## メカニズム
光は通常直進するが、空気の密度が異なる場所では密度のより高い方へ進む性質（屈折）がある。光の発信源（人間が目で見たりカメラで撮影したりする景色や物体）と観測者（人間やカメラなど）の間に密度が異なる空気が隣り合っている場所があると、そこを通る光は通常と異なる経路を辿り、景色や物体が通常とは異なる見え方をする。光学では、このメカニズムによってもやのような揺らぎができることをシュリーレン現象と呼んでいる。
大気は温度変化により体積が変化して密度が変わり、温度の異なる大気が隣り合っている場合、光は冷たい（密度が高い）空気の方へ屈折する。晴天の日中に、物体の表面が日光を受け温度が上がったとき、風が弱い場合はそこに滞留している大気が暖まり、密度が小さくなって浮力により上昇する。このとき暖まった大気と周りの相対的に冷たい大気とが混ざり合い、乱流的な上昇気流が発生する。この上昇気流の部分を通る光が様々な向きに屈折されることで、陽炎が見える。
このような現象は平原や砂浜など様々な場所で見ることができる。焚き火の炎の上、エンジンなどの排熱には明瞭なゆらぎが見られる。また、空気中だけでなく水などの液体中でも見られる。
大気が光を屈折させて起こる現象は他にもある。蜃気楼の場合は、密度の異なる大気が層流的な流れをしているか静止していてほとんど混ざり合わないため、鏡写しのように一部分だけがきれいに分離して見える。

## 文化
日本では春の季語とされるが、気象条件から夏に多く見られる現象である。また、現代では舗装された道路や金属の物体などの暖まりやすいものが増えて、見る機会がより増えている。
常に変化してできては消えるその様から、とらえどころのないもの、はかないものの例えとしても用いられる。
陽炎を描いた芸術作品
- 『今さらに雪降らめやもかぎろひの燃ゆる春へとなりにしものを』 - 作者不詳、万葉集巻10

## 関連文献
- 井上栄一「陽炎現象の研究 (1) 陽炎の中の乱流輸送現象」『農業気象』第14巻第2号、日本農業気象学会、1958年、41-44頁、CRID 1390001204670234624、doi:10.2480/agrmet.14.41、ISSN 0021-8588。
- 井上栄一「陽炎現象の研究 (2) 陽炎の中の乱流拡散現象」『農業気象』第15巻第3号、日本農業気象学会、1960年、93-96頁、CRID 1390282679645857920、doi:10.2480/agrmet.15.93、ISSN 0021-8588。
- 佐伯慎吾, 西原功, 中田崇行「様々な気象条件下における陽炎揺らぎの傾向分析」『映像情報メディア学会技術報告』第46巻第17号、東京 : 映像情報メディア学会、2022年6月、25-28頁、CRID 1520292970252562176、ISSN 13426893、国立国会図書館書誌ID:032294038。